# Scopula prisca
Scopula prisca är en fjärilsart som beskrevs av Claude Herbulot 1955. Scopula prisca ingår i släktet Scopula och familjen mätare. Inga underarter finns listade.